# 블루 에어
블루 에어(영어: Blue Air)는 루마니아의 저가 항공사이다.
블루에어는 2022년 9월 6일에 모든 운항을 중단해야 했으며 그 이후로는 어떤 항공편도 재개하지 않았다. 2022년 11월 면허도 정지되었으며 2022년 12월에 국유화되었다. 2023년 3월 파산 신청을 했다,